# St. Augustine Alligator Farm Zoological Park
St. Augustine Alligator Farm Zoological Park, le parc zoologique aux alligators de Saint Augustine, est l'un des plus vieux parcs d'attraction de Floride, ayant ouvert en mai 1893. Il présente plus de vingt espèces de crocodiliens, mais aussi d'autres reptiles, des mammifères et des oiseaux, des expositions et des animations éducatives.